# 山岸聖太
山岸 聖太（やまぎし さんた、1978年3月5日 - ）は、日本の映画監督。東京都出身、株式会社コエ所属。

## 人物
ゲーム雑誌の出版を行っていたアスキー（2010年10月よりエンターブレイン）に入社。元々ゲームファンで、映像制作を目指していたわけではなかったが、新たに立ち上げられた映像企画部へ配属され、月刊誌『ファミ通WaveDVD』に収録される映像番組の制作に携わる。番組のファンだった星野源と共通の知人を介して知り合い、彼が所属するバンドSAKEROCKのDVDを制作することになる。2008年のSAKEROCKの「会社員と今の私」のミュージック・ビデオの制作を最後にアスキーを退社。同年よりフリーランス。
2017年より株式会社コエ所属となる。主にバラエティDVDやミュージック・ビデオの演出を手がける。
星野源、デザイナーの大原大次郎と共に、映像制作ユニット「山田一郎」のメンバーとしても活動している。
担当したaiko「果てしない二人」のミュージックビデオが、『MTV Video Music Awards Japan 2023』にて、Best Solo Artist Video-Japan-を受賞。

## 作品

### MV
- aiko「果てしない二人」
- ASIAN KUNG-FU GENERATION「ローリングストーン」
- あゆみくりかまき「反抗声明」
- =LOVE「ズルいよ ズルいね」
- EGO-WRAPPIN'「CAPTURE」
- OKAMOTO'S「HEADHUNT」
- 片想い「センチメンタル☆ジントーヨー」「Daily Disco」
- KANA-BOON「ないものねだり」「盛者必衰の理、お断り」「1.2. step to you」「生きてゆく」「Wake up」「涙」「眠れぬ森の君のため」
- 阪本奨悟「夏のビーナス」
- SAKEROCK「今の私」「会社員」「ホニャララ」「MUDA」「Emerald Music」「SAYONARA」
- Sano ibuki「sentimental」
- SHISHAMO「水色の日々」
- シンリズム「彼女のカメラ」
- 四星球「チャーミング」
- 菅原卓郎「今夜だけ俺を」
- スチャダラパー「その日その時」
  - スチャダラパーとEGO-WRAPPIN'「ミクロボーイとマクロガール」
- 関取花「しんきんガール」
- チャットモンチー「いたちごっこ」
- THURSDAY'S YOUTH「ウェイクミーアップ」
- 電波少女「NO NAME.」
- とちおとめ25「ゆ」
- 新潟ライスガールズ「米色の片想い」「しあわせむすび」
- 乃木坂46「別れ際、もっと好きになる」「シークレットグラフィティー」「あの教室」「ないものねだり」「逃げ水」「路面電車の街」「これから」「懐かしさの先」
- のん「RUN!!!」
- ハッカドロップス「衝撃リバイバル」
- ハンバート ハンバート×COOL WISE MAN「23時59分」
- Hey! Say! JUMP「Give Me Love」
- ベッド・イン「シティガールは忙しい」
- 星野源「くせのうた」「日常」
- 三浦春馬「Fight for your heart」
- milet「Again and Again」
- ももいろクローバーZ「Re:Story」
- ユニコーン「ぶたぶた」
- 吉澤嘉代子「刺繍」
- ЯeaL「仮面ミーハー女子」
- 忘れらんねえよ「夜間飛行」「ばかばっか」「ばかもののすべて」「別れの歌」「俺の中のドラゴン」
- WEST.「証拠」「サムシング・ニュー」「しらんけど」「ハート」

ほか

### リリックビデオ
- 星野源「さらしもの（feat. PUNPEE）」「Ain’t Nobody Know」

### 映画
- あさはんのゆげ（映画『全員、片想い』）（2016年）
- 傷だらけの悪魔（2017年）
- SHISHAMO SHORT FILMS「明日メトロですれちがうのは、魔法のような恋」（2017年）
- もっと超越した所へ。（2022年、ハピネットファントムスタジオ）[5]

### ドラマ
- 下北沢ダイハード 第6・8話（2017年、テレビ東京） - 演出
- 忘却のサチコ（2018年、テレビ東京） - 脚本・演出
- tourist ツーリスト 第1話（2018年、Paravi） - 監督
- 電影少女 -VIDEO GIRL MAI 2019-（2019年、テレビ東京） -  監督
- 正しいロックバンドの作り方（2020年、日本テレビ） - 演出
- 有村架純の撮休 第4・8話[6]（2020年、WOWOW） - 監督
- 時をかけるな、恋人たち（2023年、関西テレビ） - 監督

### DVD
- ファミ通WaveDVD
  - ちゃいリアンをさがせ!（2001年） ※山岸の映像デビュー作
  - 豊口めぐみの明日晴れリーナ（2001年 - 2002年）
  - ボーズの○○タイム（2001年 - 2013年）
  - ファミチョイTV・ハミチョイTV（2006年 - 2009年）[注釈 1]
  - よりぬきファミ通WaveDVDポッドキャスティング（2006年 - 2014年）
  - 松嶋初音の○月号（2008年 - 2009年）ほか多数を担当

### CM
- イオンカード×欅坂46
- FINAL FANTASY VII REMAKE 特別長編CM
- 任天堂「スーパーマリオブラザーズ」35周年 TVCM[7]

### その他
- 「日本ふしぎ発見!〜相撲のふしぎ編〜」
- 「劇場版タイムスクープハンター　安土城 最後の1日」特別映像　タイムスクープ社 会社案内
- 星野源 初回特典DVD
- 「夏のせい。」（伊藤万理華&桜井玲香ペアPV）
- 「いきすぎた友達」（堀未央奈&松井玲奈ペアPV）
- 「ヤングアメリカン」（橋本奈々未個人PV）
- 「春の棒、暴れるきみは盆踊りの季節を待つ。」（井上小百合個人PV）
- 「SUTERU」（大園桃子個人PV）[8]
- ジャニーズWEST「rainboW」初回A収録 「Rainbow Chaser」ショートムービー

ほか